# دانه‌پاشلک شکم‌حنایی
دانه‌پاشلک شکم‌حنایی (نام علمی: Attagis gayi) پرنده‌ای در زیرراستهٔ Scolopaci از راستهٔ سلیم‌سانان (Charadriiformes)، پرندگان ساحلی است که در آرژانتین، بولیوی، شیلی، اکوادور و پرو یافت می‌شود.